# Joseph Frans Wolschot
Josephus Franciscus Wolschot (Antwerpen, 4 april 1765 - Brasschaat, 6 september 1828) was een Antwerpse horlogemaker, balansmaker en metaalgieter

## Biografie
Hij behoorde tot een welgestelde familie van balansmakers en ijkers te Antwerpen. Zijn vader Jacobus Franciscus Wolschot en zijn grootvader Joannes Franciscus Wolschot maakten sinds de eerste helft van de achttiende eeuw muntgewichten en balansen. Ten tijde van het beleg van Antwerpen in januari - mei 1814 was hij metaalgieter bij de keizerlijke marine. In deze functie werd hij belast door generaal Lazare Carnot met de fabricage van bronzen noodmunten omdat er een tekort was aan pasmunt wegens de belegering van Antwerpen door een coalitieleger van Engelsen, Pruisen en Zweden. Aan het Hopland had hij een werkplaats van gewichten en balansen en een metaalgieterij waar hij zowat zeventig mensen te werk stelde. Hij verhandelde ook schilderijen, zowel aan het Hopland als aan de Meir. Daar had hij een klein museum dat toegankelijk was voor het publiek. Hij was ook erelid van de “Société d'Emulation”, een door de Fransen opgerichte vereniging ter bevordering van de wetenschappen, kunsten, letteren, landbouw, handel en manufacturen.

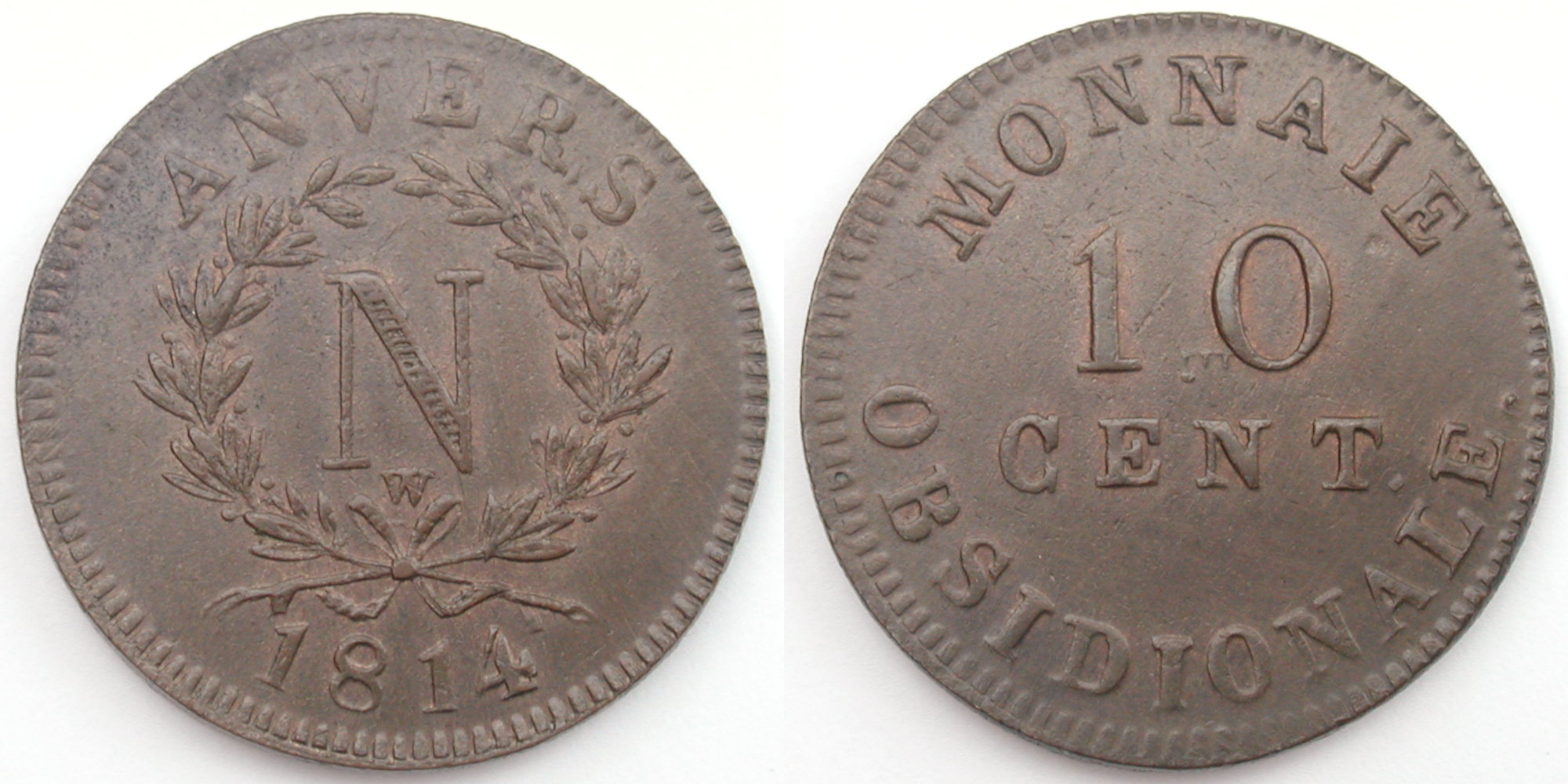
10 centiemen 1814 Antwerpen brons Napoleon met letter W van Wolschot

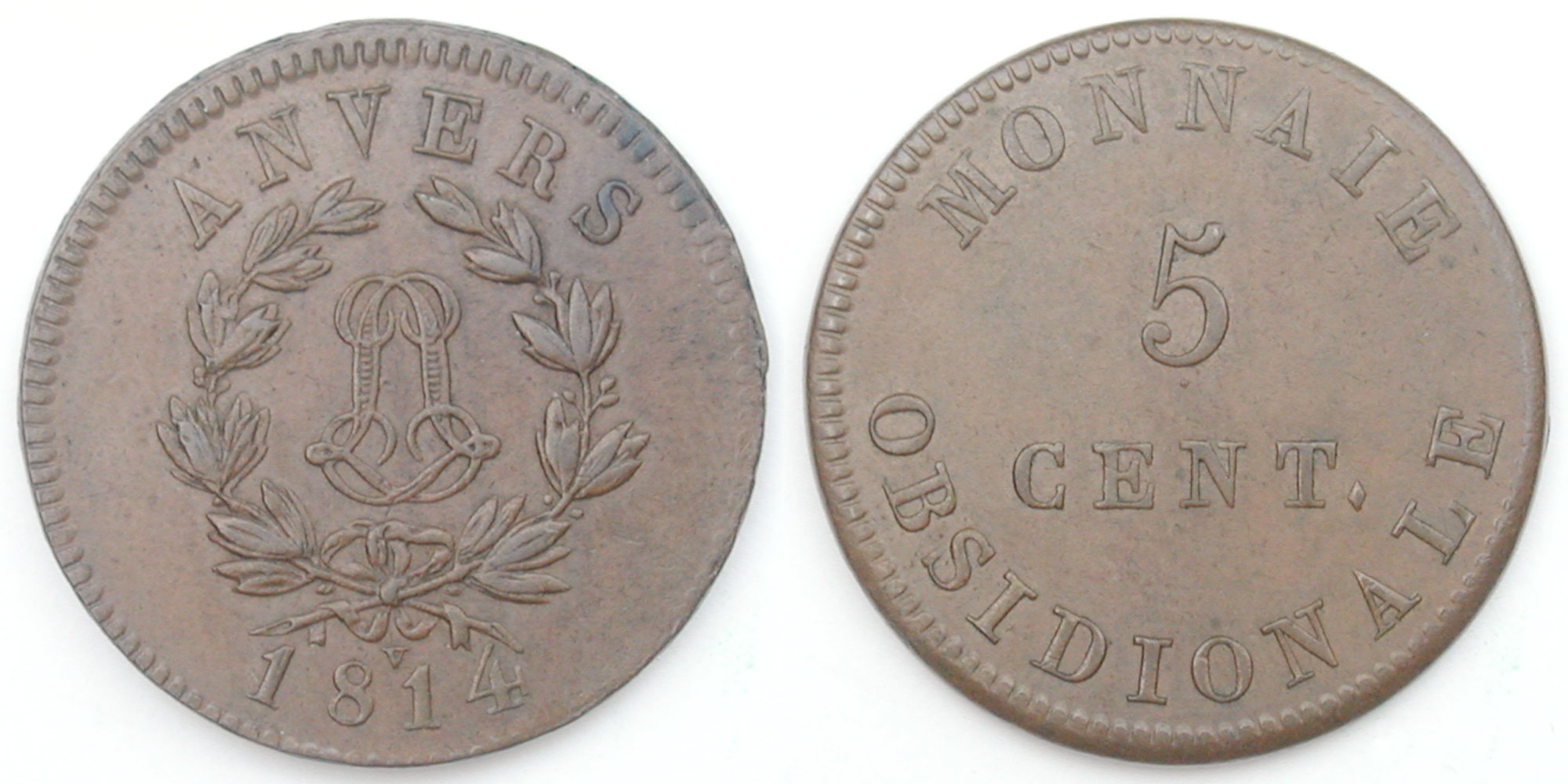
5 centiemen 1814 Antwerpen brons Lodewijk XVIII met letter V van Van de Goor

Wolschot was bevriend met kunstschilder Mathijs Ignaas van Bree, die in 1803 zijn portret tekende. Deze schets draagt de inscriptie "Mr Wolschot, Mechanicien et Marchand de tableaux; membre de la Société d'Emulation à Anvers an XII", en wordt bewaard in het museum Plantin Moretus te Antwerpen. Ze diende om Wolschot – samen met meer dan 100 anderen – te kunnen afbeelden op een groot schilderij. Dit doek, "L'entree du Premier Consul à Anvers", werd door Joséphine de Beauharnais (de vrouw van Napoleon) bij van Bree besteld en stelt de ontvangst van Napoleon op 18 juli 1803 te Antwerpen voor. Het bevindt zich nu in het kasteel van Versailles en toont aan dat Wolschot toendertijd een belangrijke personaliteit was in Antwerpen.
Wolschot was de ondernemer die de noodmunten, op vraag van Lazare Carnot, gouverneur van Antwerpen, in primitieve omstandigheden sloeg in zijn atelier. De stempels werden gegraveerd door Franciscus Joannes Ricquier (Antwerpen 1759 - Antwerpen 1838), een professionele graveur die door Wolschot werd tewerkgesteld en aan Peter Walter Van de Goor (Antwerpen 1783 - Utrecht 1851). Er werden munten van tien en vijf centiemen geslagen, waarvan nogal wat varianten bestaan, omdat iedere stempel snel versleet en moest vervangen worden en ze met de hand gegraveerd werden. Deze munten verschillen o.a. door een kleine letter W (Wolschot), R (Ricquier) of V (Van de Goor) of geen letter. Mogelijk werden de eerste stempels (met W of geen letter) door Wolschot zelf gegraveerd maar dat is niet zeker; indien niet moeten we die W als een atelierteken beschouwen.
De munten droegen eerst op de voorzijde een grote N van Napoleon, maar nadat deze was afgezet sloeg hij munten met de dubbele L van Lodewijk XVIII.
Omdat de werken van Wolschot in primitieve omstandigheden niet goed vorderden beval Carnot ook munten te slaan in het Antwerpse arsenaal door de militaire werklieden onder leiding van kolonel Pierre Lair. De stempels voor deze munten werden gegraveerd door sergeant Jean Louis Gagnepain (19 november 1782 Évillers, Doubs – 19 maart 1837 Évillers, Doubs).
Wolschot organiseerde ook een opendeurdag in zijn werkplaats aan de Meir op 29 april 1814, waarbij alle Antwerpenaren konden komen kijken naar het munten slaan. Bij die gelegenheid sloeg hij ook enkele exemplaren in zilver.

### Familie
Josephus Franciscus Wolschot huwde te Antwerpen op 3 juli 1787 met Maria Carolina Joanna Carolus (Antwerpen, 16 augustus 1752 - Antwerpen, 20 september 1835). Ze hadden geen kinderen.